# Seminars in Cell & Developmental Biology
Seminars in Cell & Developmental Biology is een internationaal, aan collegiale toetsing onderworpen wetenschappelijk tijdschrift op het gebied van de celbiologie en de ontwikkelingsbiologie. De naam wordt in literatuurverwijzingen meestal afgekort tot Semin. Cell Dev. Biol. Het wordt uitgegeven door Elsevier en verschijnt tweemaandelijks.